# Sida rhombifolia
Espèce
Sida rhombifolia (sida à feuilles en losange) est une espèce de plantes dicotylédones de la famille des Malvaceae, sous-famille des Malvoideae, originaire des régions tropicales de l'Ancien Monde.
Ce sont des plantes herbacées ou des arbrisseaux  pouvant atteindre 2 mètres de haut. L'espèce est présente dans les régions tropicales et se rencontre dans presque tous les pays d’Afrique tropicale et d'Asie du Sud. La plante est cultivée pour ses fibres en Afrique, en Inde, en Australie et en Amérique.

## Description

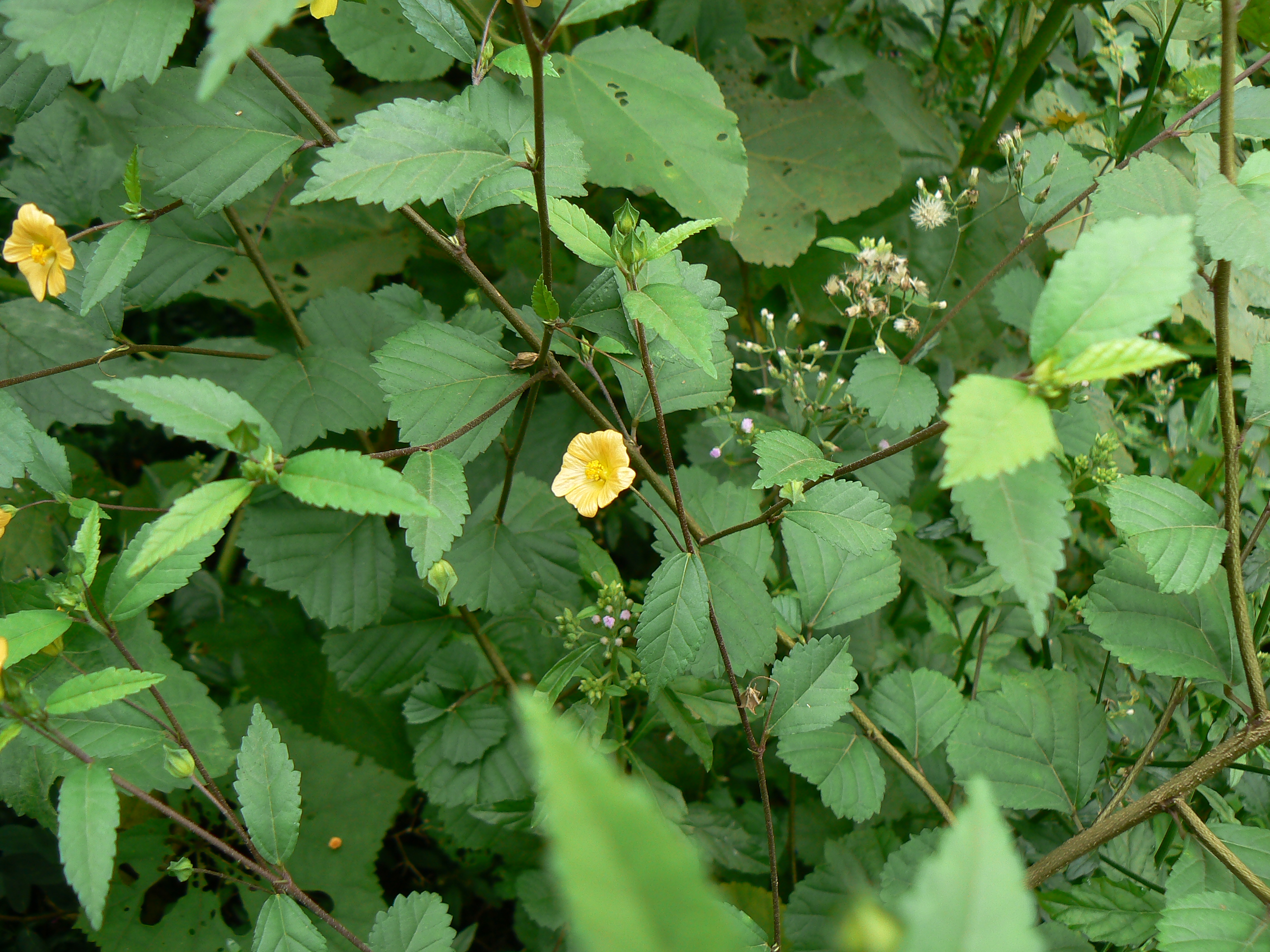
Port de la plante.

Sida rhombifolia est une plante herbacée vivace à port dressé ou un arbrisseau pouvant atteindre 2 mètres de haut. Les tiges à poils sont densément recouvertes de poils doux et frisés. Les feuilles, alternes, simples, présentent un pétiole d'environ 2,5 cm de long, muni de stipules linéaires de 3 à 12 mm de long. Le limbe foliaire, de forme générale oblancéolée à ovale, cunéiforme à arrondi à la base, acuminé à arrondi à l’apex, est long de 0,5 à 13 cm et large de 0,5 à 6 cm. Il présente un bord denté en scie. La face supérieure est pubescente à poils étoilés ou simples, ou bien glabre, tandis que la face inférieure est plus densément pubescente que la face supérieure. 

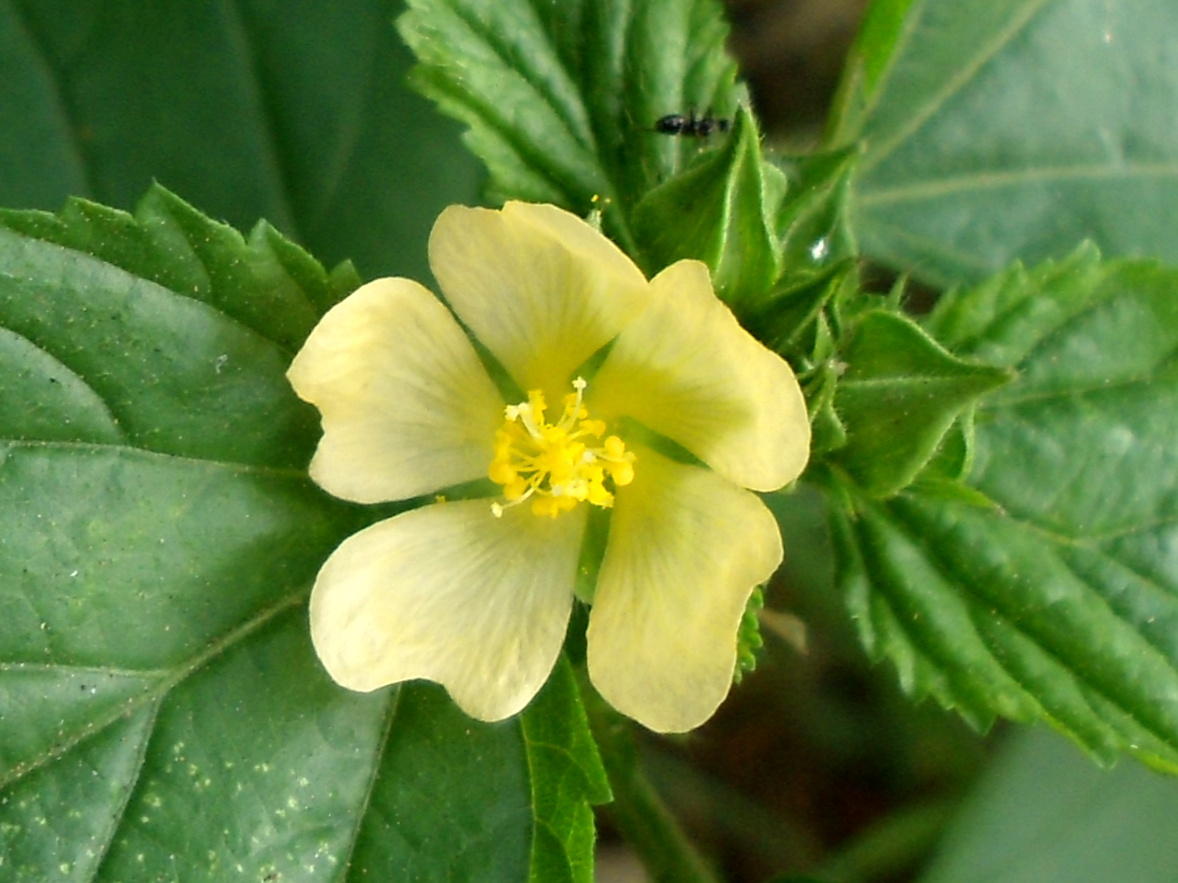
Fleur.

Les fleurs, régulières, hermaphrodites, sont solitaires ou groupées à l’extrémité des branches latérales. Elles sont portées par un pédicelle d'environ 4 cm de long, articulé à proximité de l’apex. Le calice, pentalobé jusqu’au milieu, long de 5 à 8 mm, présente 10 côtes à la base. La corolle est composée de 5 pétales, de 6 à 8 mm de long, blancs, jaune pâle ou rose jaunâtre. La colonne staminale de 1 à 3 mm de long, est pubescente, à glandes pédonculées. L'ovaire est supère. 
Le fruit est un schizocarpe subglobuleux de 9 à 12 cm de diamètre, constitué de méricarpes en forme de follicules, de 3,5 mm de long, lisses ou sculptés réticulés, contenant chacun 2 à 3 graines. 
Les graines aplaties, réniformes, glabres, de couleur brun foncé à noire, mesurent environ 2 mm de diamètre.

## Taxinomie
L'espèce, Sida rhombifolia, a été décrite par  Linné et publiée en 1753 dans son Species plantarum  (2: 684).

### Synonymes
Selon The Plant List (11 avril 2022) :
- Diadesma rhombifolia (L.) Raf.
- Malva rhombifolia (L.) E.H.L.Krause
- Napaea rhombifolia (L.) Moench
- Sida adjusta Marais
- Sida compressa Wall.
- Sida hondensis Kunth
- Sida insularis Hatus.
- Sida pringlei Gand.
- Sida rhombifolia var. canescens DC.
- Sida unicornis Marais

### Sous-espèces
- Sida rhombifolia subsp. rhombifolia[3]
- Sida rhombifolia subsp. alnifolia (L.) Ugbor[1].

### Noms vernaculaires
- Chanvre du Queensland[4], herbe à balais, herbe dure[5], fausse guimauve[6].